# Oenanthe deserti

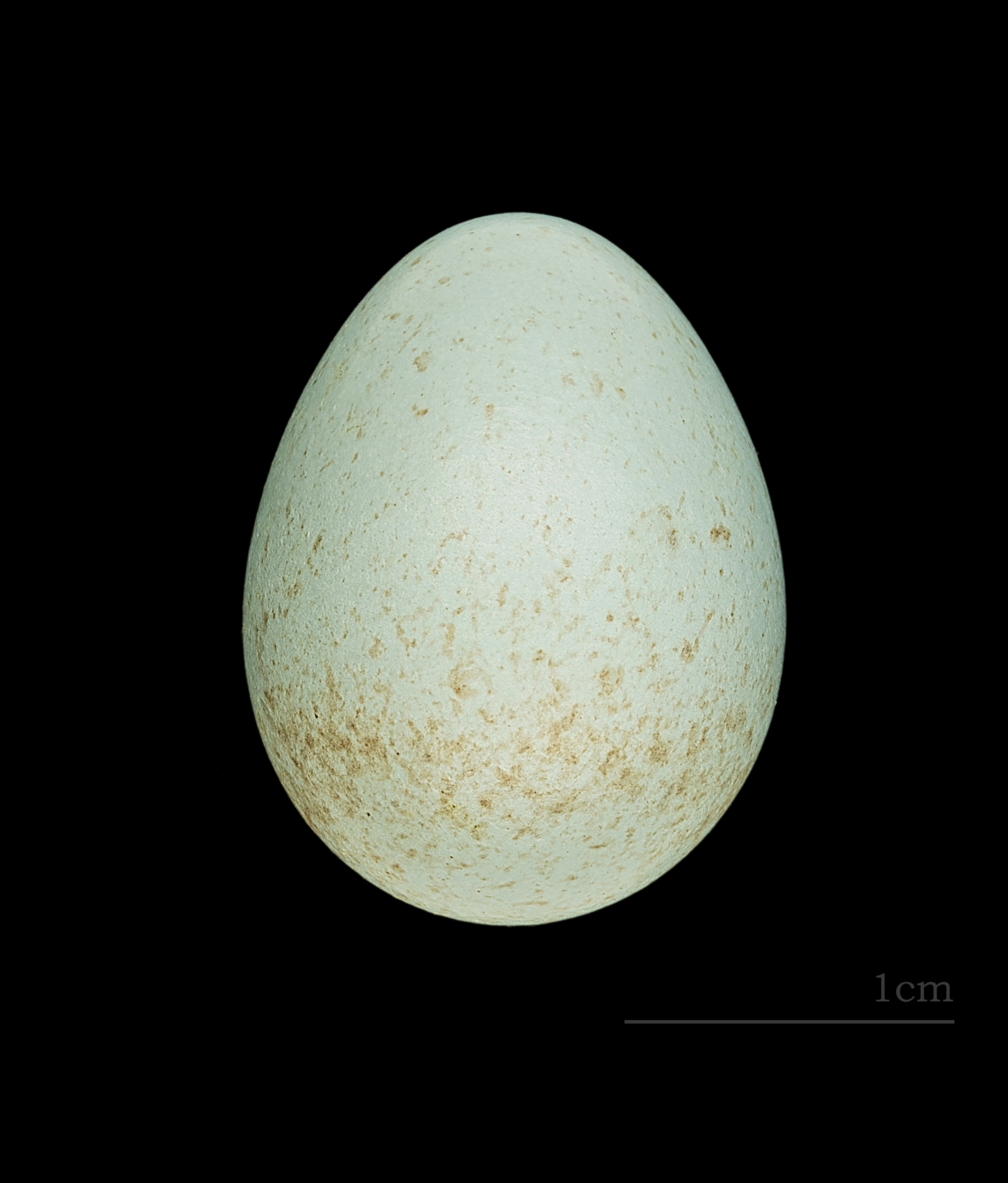
Oenanthe deserti homochroa

Oenanthe deserti là một loài chim trong họ Muscicapidae.